# Renegades (X Ambassadors)
"Renegades" is een single van de Amerikaanse alternatieve rockband X Ambassadors. Het werd uitgegeven op hun debuutalbum VHS op 3 maart 2015.

## Achtergrond
Autobedrijf Jeep benaderde Interscope Records voor een lied om te gebruiken bij een reclame voor de Jeep Renegade terreinwagen in de Verenigde Staten. Normaal gesproken zou een dergelijk verzoek enkele weken duren, maar al enkele dagen later werd het nummer Renegades gepresenteerd. Het is het meest bekende nummer van de band geworden.
Sam Harris: "We're just glad people like Renegades and that it's having a positive effect on them."
"We zijn erg blij dat het publiek Renegades zo goed heeft ontvangen en dat het hen positief stimuleert."

## Videoclip
De videoclip werd uitgegeven in juni 2015. De clip is opgenomen in Ithaca, New York, de stad waar de bandleden vandaan komen.

## Tracklijst
| Nr. | Titel     | Duur |
| --- | --------- | ---- |
| 1.  | Renegades | 3:15 |

## Hitnoteringen

### Nederlandse Top 40
| Hitnotering: 26-12-2015 t/m 19-03-2016 | Hitnotering: 26-12-2015 t/m 19-03-2016 | Hitnotering: 26-12-2015 t/m 19-03-2016 | Hitnotering: 26-12-2015 t/m 19-03-2016 | Hitnotering: 26-12-2015 t/m 19-03-2016 | Hitnotering: 26-12-2015 t/m 19-03-2016 | Hitnotering: 26-12-2015 t/m 19-03-2016 | Hitnotering: 26-12-2015 t/m 19-03-2016 | Hitnotering: 26-12-2015 t/m 19-03-2016 | Hitnotering: 26-12-2015 t/m 19-03-2016 | Hitnotering: 26-12-2015 t/m 19-03-2016 | Hitnotering: 26-12-2015 t/m 19-03-2016 | Hitnotering: 26-12-2015 t/m 19-03-2016 | Hitnotering: 26-12-2015 t/m 19-03-2016 | Hitnotering: 26-12-2015 t/m 19-03-2016 |
| Week:                                  | 1                                      | 2                                      | 3                                      | 4                                      | 5                                      | 6                                      | 7                                      | 8                                      | 9                                      | 10                                     | 11                                     | 12                                     | 13                                     |                                        |
| -------------------------------------- | -------------------------------------- | -------------------------------------- | -------------------------------------- | -------------------------------------- | -------------------------------------- | -------------------------------------- | -------------------------------------- | -------------------------------------- | -------------------------------------- | -------------------------------------- | -------------------------------------- | -------------------------------------- | -------------------------------------- | -------------------------------------- |
| Positie:                               | 28                                     | 23                                     | 21                                     | 19                                     | 17                                     | 18                                     | 18                                     | 20                                     | 22                                     | 26                                     | 29                                     | 35                                     | 40                                     | uit                                    |

### NederlandseSingle Top 100
| Hitnotering: 09-01-2016 t/m 23-04-2016 | Hitnotering: 09-01-2016 t/m 23-04-2016 | Hitnotering: 09-01-2016 t/m 23-04-2016 | Hitnotering: 09-01-2016 t/m 23-04-2016 | Hitnotering: 09-01-2016 t/m 23-04-2016 | Hitnotering: 09-01-2016 t/m 23-04-2016 | Hitnotering: 09-01-2016 t/m 23-04-2016 | Hitnotering: 09-01-2016 t/m 23-04-2016 | Hitnotering: 09-01-2016 t/m 23-04-2016 | Hitnotering: 09-01-2016 t/m 23-04-2016 | Hitnotering: 09-01-2016 t/m 23-04-2016 | Hitnotering: 09-01-2016 t/m 23-04-2016 | Hitnotering: 09-01-2016 t/m 23-04-2016 | Hitnotering: 09-01-2016 t/m 23-04-2016 | Hitnotering: 09-01-2016 t/m 23-04-2016 | Hitnotering: 09-01-2016 t/m 23-04-2016 | Hitnotering: 09-01-2016 t/m 23-04-2016 | Hitnotering: 09-01-2016 t/m 23-04-2016 |
| Week:                                  | 1                                      | 2                                      | 3                                      | 4                                      | 5                                      | 6                                      | 7                                      | 8                                      | 9                                      | 10                                     | 11                                     | 12                                     | 13                                     | 14                                     | 15                                     | 16                                     |                                        |
| -------------------------------------- | -------------------------------------- | -------------------------------------- | -------------------------------------- | -------------------------------------- | -------------------------------------- | -------------------------------------- | -------------------------------------- | -------------------------------------- | -------------------------------------- | -------------------------------------- | -------------------------------------- | -------------------------------------- | -------------------------------------- | -------------------------------------- | -------------------------------------- | -------------------------------------- | -------------------------------------- |
| Positie:                               | 72                                     | 71                                     | 50                                     | 32                                     | 33                                     | 33                                     | 47                                     | 49                                     | 46                                     | 48                                     | 47                                     | 52                                     | 54                                     | 67                                     | 73                                     | 80                                     | uit                                    |

### 3FM Mega Top 50
| Hitnotering: 19-12-2015 t/m 28-05-2016 | Hitnotering: 19-12-2015 t/m 28-05-2016 | Hitnotering: 19-12-2015 t/m 28-05-2016 | Hitnotering: 19-12-2015 t/m 28-05-2016 | Hitnotering: 19-12-2015 t/m 28-05-2016 | Hitnotering: 19-12-2015 t/m 28-05-2016 | Hitnotering: 19-12-2015 t/m 28-05-2016 | Hitnotering: 19-12-2015 t/m 28-05-2016 | Hitnotering: 19-12-2015 t/m 28-05-2016 | Hitnotering: 19-12-2015 t/m 28-05-2016 | Hitnotering: 19-12-2015 t/m 28-05-2016 | Hitnotering: 19-12-2015 t/m 28-05-2016 | Hitnotering: 19-12-2015 t/m 28-05-2016 | Hitnotering: 19-12-2015 t/m 28-05-2016 |
| Week:                                  | 1                                      | 2                                      | 3                                      | 4                                      | 5                                      | 6                                      | 7                                      | 8                                      | 9                                      | 10                                     | 11                                     | 12                                     | 13                                     |
| -------------------------------------- | -------------------------------------- | -------------------------------------- | -------------------------------------- | -------------------------------------- | -------------------------------------- | -------------------------------------- | -------------------------------------- | -------------------------------------- | -------------------------------------- | -------------------------------------- | -------------------------------------- | -------------------------------------- | -------------------------------------- |
| Positie:                               | 46                                     | 38                                     | 35                                     | 26                                     | 20                                     | 14                                     | 17                                     | 17                                     | 22                                     | 22                                     | 22                                     | 27                                     | 27                                     |
| Week:                                  | 14                                     | 15                                     | 16                                     | 17                                     | 18                                     | 19                                     | 20                                     | 21                                     | 22                                     | 23                                     | 24                                     |                                        |                                        |
| Positie:                               | 24                                     | 31                                     | 34                                     | 37                                     | 35                                     | 45                                     | 41                                     | 46                                     | 40                                     | 36                                     | 40                                     | uit                                    |                                        |

## Releasedata
| Land             | Releasedatum      | Formaat                  | Label                    |
| ---------------- | ----------------- | ------------------------ | ------------------------ |
| Wereldwijd       | 3 maart 2015      | Muziekdownload           | Kidinakorner, Interscope |
| Verenigde Staten | 25 september 2015 | Muziekdownload - remixes | Kidinakorner, Interscope |
| Duitsland        | 12 februari 2016  | Cd-single                | Universal                |